# Olga Andreevna Romanov
Olga Andreevna Romanov (Londres, 8 de abril de 1950) é uma princesa russa e descendente da Dinastia Romanov. Ela é a atual Presidente da Associação da Família Romanov.

## Biografia
A princesa Olga é a filha mais nova do príncipe André Alexandrovich da Rússia com Nadine Sylvia Ada McDougall, sua segunda esposa. Seu pai era filho do grão-duque Alexandre Mikhailovich da Rússia, que pertencia a um ramo de cadetes dos Romanov, e de sua esposa, a grã-duquesa Xenia Alexandrovna, irmã do czar Nicolau II. Olga Andreevna usa a versão em inglês do nome de sua família, preferindo "Romanoff" a "Romanova", a forma feminina de seu nome em russo. Antes do casamento, ela era conhecida pelo título e nome, "Princesa Olga Andreevna Romanoff", mas não usa um título atualmente.
Educada na casa de campo de sua mãe na Inglaterra por professores particulares, ela foi informada sobre a trágica herança imperial de sua família na Rússia pré-revolucionária quando criança por seu pai exilado. Ela se juntou à Associação da Família Romanov em 1980 e atualmente é a atual Presidente da Associação da Família Romanov. Olga tem a intenção de retornar a Rússia em 2018, em ocasião ao centenário da Execução da família Romanov.
Ela mora em Provender House na aldeia de Provender, perto de Faversham em Kent, onde ela restaurou a mansão do século 13 e a abriu para turistas. Tendo herdado a mansão envelhecida e a propriedade de 12 hectares em 2000, ela arrecadou o dinheiro para renová-lo, vendendo artefatos de valor que seu pai conseguiu salvar no período pré-revolucionário, a maioria dos quais havia sido vendida há muito tempo para a Família real britânica.
Em 2005, ela participou da Australian Princess (um reality show) dando conselhos aos concorrentes. Durante uma entrevista no programa "Royal House of Windsor", ao canal de televisão Channel 4, ela revelou que, ao contrário do pressuposto comum, o abandono fatal por parte dos britânicos do czar Nicolau II, sua esposa e filhos aos bolcheviques durante a Revolução Russa não se deveu a a insensibilidade do governo britânico, mas sim a relutância de seu tímido primo, o rei Jorge V.
Em 2017 a Princesa Olga publicou um livro de memórias, Princess Olga, A Wild and Barefoot Romanov.

## Casamentos e filhos
Uma vez considerada uma possível noiva para seu primo Carlos, Príncipe de Gales, casou-se com Thomas Mathew, filho de Francis Mathew, ex-gerente do The Times, em uma cerimônia ortodoxa na Catedral Ortodoxa da Assunção e uma outra na Brompton Oratory, sendo está celebrada em rito católico, em 1 de Outubro de 1975. Ele era membro da nobreza irlandesa e também tinha casas na Inglaterra em South Kensington e nas proximidades do Hatchlands Park em Surrey. Eles se separaram em 1989, tiveram quatro filhos:
- Nicholas Mathew (nascido em 6 de dezembro de 1976);[8] casou-se com Judith Aird Stanely, tem dois filhos:
  - Thomas (nascido em 2004)
  - Isabella Florence (nascida em 2011).

- Francis-Alexander Mathew (nascido em 20 de Setembro de 1979); é um fotógrafo amador.[9] Participante em 2012 da versão ucraniana do The Bachelor.[10] Estrelou na 2 ª temporada de Secret Princes como "Príncipe Alexander".
- Alexandra Mathew (nascida em 20 de Abril de 1981)[8]
- Thomas Mathew (27 de Novembro de 1987 – 20 de Abril de 1989)[8]

## Títulos e estilos
- Sua Alteza Princesa Olga Andreevna Romanov